# Sanggan-Becken
Das Sanggan-Becken (桑干盆地,  Sanggan pendi, englisch Sanggan Basin) oder Xuanda-Becken (宣大盆地,  Xuan-Da pendi, englisch Xuanda Basin, aus "Xuan" = Xuanhua und "Da" = Datong) ist ein Becken in Nord-Shanxi und Nordwest-Hebei in der Volksrepublik China. Es ist nach dem Fluss Sanggan He benannt, der es in seiner Mitte durchzieht. Es liegt zwischen der Inneren und Äußeren Großen Mauer.
Seinen westlichen Teil bildet das Datong-Becken (大同盆地,  Datong pendi), den östlichen das Xuanhua-Becken (宣化盆地,  Xuanhua pendi). Es liegt auf einer Höhe von durchschnittlich ca. 600 bis 1000 Metern. Es ist reich an Kohle- und Eisenvorkommen. 

### Nachschlagewerke
- Cihai („Meer der Wörter“), Shanghai cishu chubanshe, Shanghai 2002, ISBN 7-5326-0839-5